# Bocskai FC
El Bocskai FC fue un equipo de fútbol de Hungría que alguna vez jugó en la NB1, primera división de fútbol en el país.

## Historia
Fue fundado en el año 1926 en la ciudad de Debrecen y en la temporada 1926/27 fue incluido en la NB2. En su temporada de debut termina en segundo lugar de la liga y obtiene el ascenso a la NB1 por primera vez, temporada en la cual termina en la posición 11 entre 12 equipos.
Dos temporadas más tarde terminó en quinto lugar de la NB1, pero ganó la Copa de Hungría, única vez que ganó la copa y en la temporada 1933/34 terminó en tercer lugar de la NB1, su mejor posición en la liga.
El club desapareció al terminar la temporada 1939/40 a causa de la Segunda Guerra Mundial. Jugó un total de 13 temporadas ininterrumpidas en la NB1, en las cuales se mantuvo en los puestos intermedios de la tabla y nunca descendió de categoría.

## Palmarés
- Copa de Hungría: 1

1929/30